# Red Ridge
Red Ridge är en bergstopp i Antarktis. Den ligger i Östantarktis. Nya Zeeland gör anspråk på området. Toppen på Red Ridge är 1 433 meter över havet, eller 60 meter över den omgivande terrängen. Bredden vid basen är 0,84 km. Red Ridge ingår i Gonville and Caius Range.
Terrängen runt Red Ridge är huvudsakligen kuperad, men åt nordväst är den platt. Trakten är obefolkad. Det finns inga samhällen i närheten. 